# Meriwether Lewis Walker

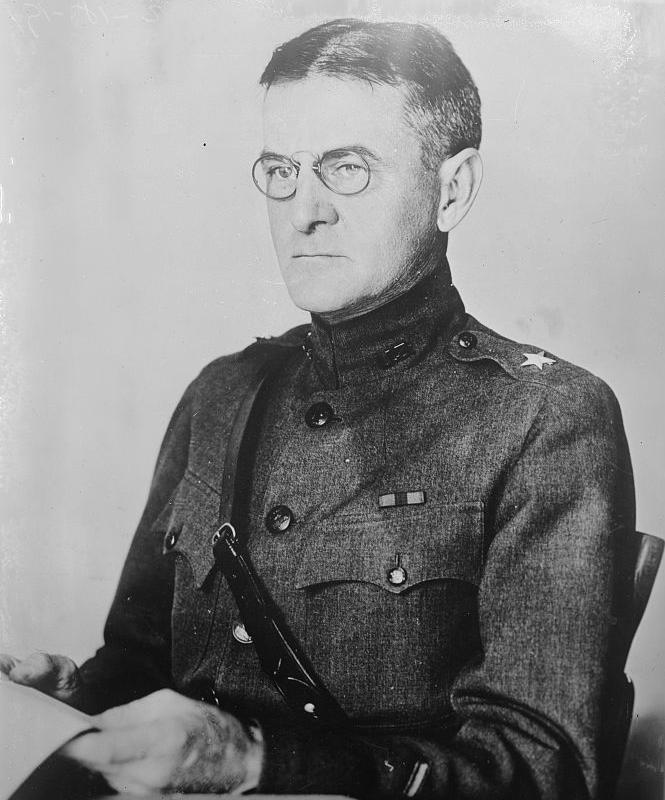

Meriwether Lewis Walker (* 30. September 1869 in Lynchburg, Virginia; † 29. Juli 1947 in Vineyard Haven, Massachusetts) war ein US-amerikanischer Ingenieur und Oberst der US Army, der zwischen 1924 und 1928 Gouverneur der Panamakanalzone war.

## Leben
Nach dem Schulbesuch trat er in die US Military Academy in West Point ein und schloss diese 1893 ab. Im Anschluss studierte er an der US Army Engineer School und beendete diese 1896 als Ingenieur. Nach mehreren anschließenden Verwendungen als Ingenieur bei Armeeeinheiten wurde er 1912 Direktor der US Army Field Engineering School, ehe er zwischen 1914 und 1916 Professor für Praktisches Militäringenieurwesen an der US Military Academy in West Point war.
Walker war danach Chefingenieur bei Strafexpeditionen nach Mexiko und wurde dann nach dem Kriegseintritt der USA in den Ersten Weltkrieg 1917 Chefingenieur der American Expeditionary Force in Frankreich. Nach seiner Rückkehr in die USA war er zwischen 1919 und 1920 Instrukteur am US Army War College in Carlisle, wurde während dieser Verwendung am 1. Juli 1920 zum Oberst befördert und schied aus dem aktiven Militärdienst aus.
Anschließend wechselte er in die Verwaltung der Panamakanalzone und war dort zwischen 1921 und 1924 Chefingenieur. 1924 wurde er als Nachfolger von Jay Johnson Morrow Gouverneur der Panamakanalzone und bekleidete dieses Amt bis zu seiner Ablösung durch Harry Burgess 1928.
Walker, der als der zurückhaltendste Gouverneur galt, betätigte sich in allen Geschäftsbereichen der Verwaltung der Kanalzone und verfügte wie der frühere Gouverneur George Washington Goethals über ein erstaunliches Erinnerungsvermögen und weitreichende Kenntnisse über kleinste Details. Während seiner Amtszeit wuchs der Verkehr im Panamakanal beträchtlich, so dass er die Notwendigkeit von Erweiterungen voraussah. Darüber hinaus stellte er die Notwendigkeit eines zusätzlichen Wasservorrats durch den Río Chagres fest. Zu diesem Zweck führte er 1925 Martin B. Madden, ein langjähriges republikanischen Mitglied des US-Repräsentantenhauses aus Illinois, in den Dschungel von Alhajuela und zeigte diesem mögliche Plätze für einen Staudamm. Nach Fertigstellung des Stausees wurde dieser nach Martin B. Madden wegen dessen Unterstützung für das Bauprojekt in Madden Lake benannt.
Dazwischen trieb Walker auch die Vertiefung der Kanaleinfahrt am Pazifischen Ozean sowie des Hafenbeckens von Balboa voran. Daneben wurden während seiner Amtszeit erste Schritte zum kontrollierten Fluten des Río Chagres unternommen sowie ein zusätzliches Kraftwerk am künstlichen See Miraflores gebaut. Schließlich initiierte er ein allgemeines Aufräum- und Ausbaggerungsprogramm zur Bewältigung des wachsenden Verkehrs in der Kanalzone.